# DFU's Muhammed-tegninger
 Der er for få eller ingen kildehenvisninger i denne artikel, hvilket er et problem. Du kan hjælpe ved at angive troværdige kilder til de påstande, som fremføres i artiklen.

DFU's Muhammed-tegninger var nogle tegninger af Muhammed, som blev til i en underholdningskonkurrence ved et internt sommermøde i Dansk Folkepartis Ungdom (DFU) lørdag den 5. august 2006. Konkurrencen blev filmet og offentliggjort af kampagnegruppen Defending Denmark i oktober 2006. Det skete et år efter Jyllands-Postens Muhammed-tegninger og førte til en kortvarig genopblussen af vrede i muslimske lande og aktioner rettet mod Danmark.
Arrangementet blev filmet af kunstnerne Martin Rosengaard Knudsen og Sixten Kai Nielsen fra kampagnegruppen Defending Denmark. Martin Rosengaard Knudsen havde været medlem af DFU gennem 18 måneder for at "infiltrere" organisationen. Gruppen har selv beskrevet det som "performativ kommunikation", en slags medierettet performancekunst med debatskabende hensigt.
Martin Rosengaard Knudsen medvirkede selv i at planlægge underholdningskonkurrencen på DFU-mødet.

## Baggrund
DFU's konkurrence indgik som aftenunderholdning på et sommermøde, hvor kun DFU's medlemmer deltog. Konkurrencen gik ud på at tegne den bedste tegning af en kamel ved navn Muhammed, og førstepræmien var en burka. Deltagerne var berusede og i godt humør. Baggrunden var sagen om Muhammed-tegningerne i Jyllands-Posten.
Flere medier anførte at DFU'erne skulle have tegnet selve profeten Muhammed, hvilket dog var usandt.[kilde mangler]
Historien om Martin Rosengaard Knudsens optagelser og DFU's tegninger blev bragt som topnyhed i det første nummer af Nyhedsavisen den 6. oktober 2006. Samtidig blev videoer af optrinet lagt ud på Defending Denmarks hjemmeside, og uddrag blev vist i TV2 Nyhederne.
Det har været hævdet at Martin Rosengaard Knudsen selv var med til at planlægge og iscenesætte konkurrencen, hvilket han afviser. Han erkender at have deltaget i den gruppe som skulle planlægge underholdningen, men afviser at have medansvar, fordi han ikke selv valgte at indgå i underholdningsgruppen, og fordi han ikke selv kom med idéen, men blot tiede og samtykkede.

### Motiver for offentliggørelse
Martin Rosengaard Knudsen har i en kronik i Politiken (under pseudonymet Martin K) fortalt om sine motiver for at offentliggøre optagelserne. Han mener, at der er brug for at demontere den negative symbiose, som han ser mellem nogle af globaliseringens resultater:
1) en nationalistisk politisk højrefløj, 2) frie massemedier, 3) [negative nyheder om] immigration og indvandring. Disse tre elementer har et højt afhængighedsforhold til hinanden, og tilsammen udgør de sceneopsætningen til, hvad man kunne kalde et Frygtens Teater.
Om gruppen Defending Denmarks hensigt med at infiltrere DFU skrev han at gruppen ville:
... bygge et forsvarsværk for dialog, og vi ønskede frem for alt at skabe et projekt, der inddrog alle teatrets elementer. Derfor besluttede vi måneden efter, at jeg skulle melde mig ind i DFU.
Martin Rosengaard Knudsen deltog derefter i det første DFU-arrangement i foråret 2005. Han følte sig krænket over at nogle DFU-medlemmer brugte udtrykket "perker". Han hævder at ikke alle medlemmer af DFU bruger sådanne udtryk, men at det beviser organisationens "åbenlyse racisme", "hadsk arrogance", og at "partiorganisationen [består] af en dominerende kerne, der dyrker denne vedholdende hårde og til tider direkte racehygiejniske tone".
Han hævder at have endnu flere kritikpunkter mod DFU, men han ønsker ikke at nævne nogen eksempler der kan dokumentere alle disse anklager. Hans begrundelse er følgende:
Jeg kunne her komme med en lang række specifikke eksempler på udtalt racisme og støtte til nazistiske grupperinger i DFU, men det ville der ikke komme noget ud af. Der ville blot blive brugt endnu mere unødig energi på detaljerne i et projekt, der rækker så meget længere. Det er Sixtens og min opgave at holde fokus på værket, og vi vil herfra lade politikerne om mudderkastningen.
Martin Rosengaard Knudsen sagde i flere interviews at alle DFU-arrangementer han havde deltaget i, havde haft et fremmedfjendsk indhold. Martin Rosengaard Knudsen havde dog deltaget i flere arrangementer med en politisk dagsorden som f.eks. skolepolitik, hvor indvandringen slet ikke blev vendt.
Ifølge Martin Rosengaard Knudsens egne oplysninger bad DFU's formand ham om at slette optagelserne fra sommermødet, og han blev senere ekskluderet fra DFU den 7. september 2006. Martin Rosengaard Knudsen foreslog at han sammen med formanden skulle lave en "intern gennemgang af tonen i DFU". Martin Rosengaard Knudsen og DFU's daværende formand, Kenneth Kristensen, har gensidigt beskyldt hinanden for at lyve om hændelsesforløbet.
Defending Denmark mødte op ved Dansk Folkepartis landsmøde den 16. september 2006, hvor de foreviste optagelserne fra DFU. Da der angivelig ikke var særlig meget interesse for gruppens "afsløringer", valgte de dog at gå til pressen. Ifølge Martin Rosengaard Knudsen var DR2s nyhedsprogram Deadline allerede interesseret i at fortælle om sagen under overskriften "Martin K undercover i DFU", men han sagde nej, da han også ønskede at promovere kampagnen Defending Denmark via afsløringen.
Martin Rosengaard Knudsen betragtede kampagnen som en succes. Om de voldsomme følger af den skrev han:
Defending Denmarks virale kommunikationsstrategi må siges at have været en særdeles effektiv debatstarter, og vi kender alle historien, efter at videoerne blev offentliggjort.
Han betragter hele projektet, inklusive reaktionerne og den følgende medieomtale, som en kunstnerisk helhed, "performativ kommunikation", der skal henvende sig til en ny type mediebrugere. Under tv-interviews optrådte han i en særlig påklædning, der lignede en cirkusuniform. Herom forklarede han:
Og domptørtøj (som vores kampagneuniformer så flot er blevet beskrevet af Kenneth Kristensen) synes nu engang at være en yderst passende påklædning, når man står midt i et mediecirkus.
Martin Rosengaard Knudsens debutroman Fedt udkom den 5. september 2006, en måned før offentliggørelsen af optagelserne fra DFU. 

### Lignende tegning i Radikal Ungdom
Senere kom det frem, at berusede medlemmer af Radikal Ungdom ved et arrangement havde tegnet Muhammed som en stol.

## Reaktioner
De første reaktioner kom allerede den følgende dag, idet grupper i forskellige muslimske lande udtrykte vrede over latterliggørelsen af deres profet. Det fremgik, at mange af de protesterende opfattede sagen, som om et regeringsparti (Dansk Folkeparti) eller selve Danmark førte en kampagne mod Muhammed og Islam. Der kom protester fra Egypten og Tyrkiet, og i Iran vedtog nationalforsamlingen at afskære handelsforbindelserne til Danmark. I Teheran var den danske ambassade udsat for demonstrationer, og i den forbindelse blev der smidt molotovcocktails mod bygningen, dog uden at gøre videre skade.
I Indonesien udskrev en radiostation en konkurrence om at lave tegninger af den danske konge sammen med en gris, uden at vide at Danmark regeres af en dronning, og at grisen ikke er fornærmende for ikke-muslimer.
I Danmark var reaktionerne blandede. Mange fandt DFU'ernes konkurrence barnlig og forkastelig, men samtidig blev der lagt vægt på, at det ikke var DFU's mening at offentliggøre noget fra konkurrencen. Dansk Folkepartis leder Pia Kjærsgaard fandt, at tegningerne var en harmløs spøg. Nogle DFU'ere måtte gå under jorden på grund af trusler, da de var blevet genkendt på videoerne. Defending Denmark fjernede optagelserne fra hjemmesiden 9. oktober.
Statsminister Anders Fogh Rasmussen var i modsætning til sagen om Jyllands-Postens Muhammed-tegninger hurtig at tage afstand fra tegningerne. Udenrigsminister Per Stig Møller forsøgte at følge op på statsministerens indsats ved at tage kontakt til udvalgte kolleger fra den muslimske verden. Han mente, at selv om der ikke i første omgang var så voldsomme reaktioner, så kunne de frygtes at komme senere.